# Joseph de Rovasenda
Joseph de Rovasenda, comte de Rovasenda, était membre du Comité Central ampélographique italien et de la commission internationale d'ampélographie. 
En 1881, il tranche dans le débat sur les différences avérées entre la syrah et la serine en publiant une étude du comité ampélographique du Rhône qui identifie les deux cépages comme quasi-identiques. 

## Publications
- Essai d'une ampélographie universelle traduit de l'italien. annoté et augmenté, avec l'autorisation et la coopération de l'auteur par MM. le docteur F. Calzalis, G. Foëx, Pierre Viala, avec le concours de MM. H. Bouschet de Bernard, A. Pellicot, Pulliat, Tochon, etc. Deuxième édition augmentée d'un appendice, avec une planche en couleurs. Montpellier, Coulet ; Paris, Delahaye et Lecrosnier, 1887. Cette édition française fut réalisée avec la collaboration des plus grands spécialistes français de l'époque. C'est le travail le plus complet paru avant la célèbre publication de Pierre Viala et Vermorel.